# Valdeaveruelo
Valdeaveruelo es un municipio y localidad española perteneciente a la provincia de Guadalajara, en la comunidad autónoma de Castilla-La Mancha. El término municipal tiene una población de 1290 habitantes (INE 2024).

## Símbolos
El escudo heráldico que representa al municipio fue aprobado oficialmente el 3 de octubre de 1989 con el siguiente blasón:

Escudo partido. Primero, de azur tres flores de lis de oro bien ordenadas, y Segundo cuartel, cortado, en ambas particiones el castillo y el león que figuran en la armería de la Gran Casa ducal de Medinaceli (al pertenecer en pasado tiempo este paraje al citado ducado, por lo que el león y castillo no vienen traídos del Escudo de España). Al timbre Corona Real cerrada.
Diario Oficial de Castilla-La Mancha nº 44 de 17 de octubre de 1989

## Geografía
Integrado en la comarca de La Campiña de Guadalajara, se sitúa a 15 kilómetros de la capital provincial. El término municipal está atravesado por la carretera nacional N-320, entre los pK 300 y 301. El relieve es alomado por el norte y llano por el sur, oscilando la altitud entre los 852 metros al norte (cerro Torrecabrón) y los 770 metros al sur. El pueblo se alza a 740 metros sobre el nivel del mar.
| Noroeste: Torrejón del Rey    | Norte: Galápagos y Guadalajara (exclave) | Noreste: Guadalajara (exclave) |
| Oeste: Valdeavero (Madrid)    |                                          | Este: Cabanillas del Campo     |
| Suroeste: Valdeavero (Madrid) | Sur: Villanueva de la Torre              | Sureste: Quer                  |

## Historia
Valdeaveruelo, como aldea, perteneció a la Tierra y Común de Guadalajara. Siguió en el Común hasta principios del siglo XVII, cuando es declarada villa. Al poco fue vendida a la casa ducal de Medinaceli, en cuyo señorío permaneció hasta el siglo XIX. 
A mediados del siglo XIX, el lugar contaba con una población censada de 128 habitantes. La localidad aparece descrita en el decimoquinto volumen del Diccionario geográfico-estadístico-histórico de España y sus posesiones de Ultramar de Pascual Madoz de la siguiente manera:

VAL DE AVERUELO: v. con ayunt. en la prov., y part. jud. de Guadalajara (2 leg.), aud. terr. de Madrid (8), c. g. de Castilla la Nueva, dióc. de toledo (20): sit. en la falda de un cerro, con buena ventilacion y clima sano: tiene 40 casas; la consistorial con cárcel; una igl. parr. (San Juan Bautista) servida por un cura y un sacristan: confina el térm. con los de Torrejon del Rey, Val de Avero, Villanueva de la Torre y Valdebuena; dentro de él se encuentra una fuente de buen agua y una ermita (La Soledad): el terreno es llano y de buena calidad: caminos: los lcoales en media estado: correo: se recibe y despacha en Alcalá. prod.: cereales, legumbres, leñas de combustible y yerbas de pasto con los que se mantiene ganado lanar y mular; hay caza de perdices, conejos y liebres. pobl.: 38 vec., 128 alm. cap. prod.: 842,500 rs. imp.: 67,400. contr.: 5,142.
(Madoz, 1849, pp. 255-256)

## Demografía
Valdeaveruelo cuenta con una población de 1290 habitantes (INE 2024).
| Gráfica de evolución demográfica de Valdeaveruelo entre 1842 y 2021                                                 |
| |
| Población de derecho según los censos de población del INE Población de hecho según los censos de población del INE |